# Moviment Independentista Sicilià
El Moviment per la Independència de Sicília (MIS), dit també Moviment Independentista Sicilià (Movimento per l'Indipendenza della Sicilia en italià), és un moviment polític independentista actiu a Sicília de 1943 a 1947, i des de 2004, que propugna el secessionisme de l'illa de Sicília respecte de l'Estat d'Itàlia.

## Història del MIS
El moviment nasqué al setembre del 1942 com a Comitè per la Independència de Sicília (Comitato per l'Indipendenza della Sicilia, CIS), prenent com a referència de les glòries de les Vespres Sicilianes. Entre els seus fundadors es troba Giovanni Guarino Amella, que aleshores començà preferint una solució autonomista prou moderada. El primer president i líder fou Andrea Finocchiaro Aprile, el qual agrupà exponents polítics heterogenis, com ara el revolucionari socialista Antonio Canepa, que es convertiria en Comandant de l'Exèrcit Voluntari per la Independència de Sicília. Si bé també hi hagué una forta empremta de membres dretans, en part provinent dels latifundis i de la màfia.
L'endemà de l'armistici, amb una Itàlia que havia abandonat Sicília en la pràctica i després de l'arribada de les tropes aliades, l'illa quedà com a terra de ningú.

## Congressos
- I Congresso - Taormina, novembre 1944
- II Congresso - Palerm, 14-16 d'abril 1945
- III Congresso - Taormina, 31 gener - 3 febrer 1947

## Diputats del MIS

### Assemblea Constituent (1946-1948)
1. Attilio Castrogiovanni
2. Andrea Finocchiaro Aprile
3. Concetto Gallo
4. Antonino Varvaro

### Assemblea Regional Siciliana, I Legislatura (1947-1951)
1. Rosario Cacopardo
2. Giuseppe Caltabiano
3. Attilio Castrogiovanni
4. Gaetano Drago
5. Andrea Finocchiaro Aprile
6. Concetto Gallo
7. Gioacchino Germanà
8. Pietro Landolina

- proclamats durant el curs de la legislatura:
  - Vincenzo Bongiorno, substitueix el 9 de març del 1948 a Andrea Finocchiaro Aprile que dimiteix
  - Vincenzo Faranda, substitueix el 15 de març del 1949 a Francesco Paolo Lo Presti, decés.

Bandera nacional siciliana popularitzada pel MIS